# Rabenswalde (Adelsgeschlecht)

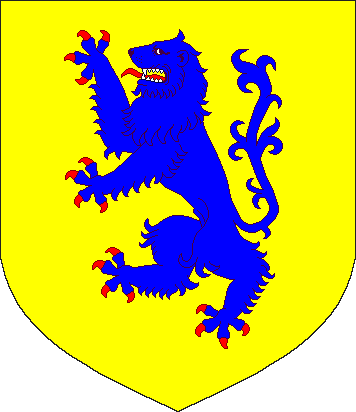
Wappen der Grafen von Rabenswalde

Die Grafen von Rabinswalde, Rabenswalde gehören zum thüringischen Hochadel und entstammen dem Geschlecht der Grafen von Kevernburg. Sie nannten sich nach der von ihnen neu errichteten Burg Rabenswalde, von der nur geringe Mauerreste erhalten blieben.

## Familie
Günter II. von Kevernburg-Schwarzburg (* um 1135; † nach 1197), ältester Sohn des Sizzo III., wurde 1160, nach dem Tod seines Vaters, Graf von Kevernburg-Schwarzburg, mit der Grafschaft Wiehe und Grafschaft Rabenswalde belehnt. Ein Berthold, Graf von Rabenswalde, wurde 1190 als Kreuzfahrer erwähnt.
1227 gelangte Albert I. Graf von Kevernburg († 1236) durch Teilung des keverburgischen Erbes in den uneingeschränkten Besitz von Wiehe. Albert nannte sich nun Graf von Wiehe, 1225 Albertus de Wie comes, 1233 comes Albertus de Wie oder Albertus dei gratia comes de Wie (Albert, von Gottes Gnaden Graf von Wiehe). Nach 1233 ließ er sich unfern von der Burg Wiehe im Rabenswald die neue Burg Rabenswalde erbauen und siedelte dorthin über. Er nannte sich Albertus dei gratia comes de Ravenswalt (23. November 1237) und Albertus dei nutu de Ravenswalt (1248, Albert, durch Gottes Ratschluß Graf von Rabenswald). Diese Burg diente dann dem Geschlecht als Wohnsitz und Herrschaftssitz der gleichnamigen Grafschaft Rabenswalde.
Mit dem Tode des Friedrich Graf von Rabenswald († 1312) erlosch die männliche Linie der Grafen von Rabenswalde-Wiehe.
Infolge des Thüringischen Grafenkrieges (1342–1346) wurde die Burg Rabenswald (um 1350) zerstört und dem Erdboden gleichgemacht.
Gisela, Gräfin von Rabenswalde (* 1241; † 1278), Tochter von Albert II. von Rabenswalde; ⚭ mit Burchard X. (* ca. 1215; † 1273) seit 1247 Titularburggraf von Magdeburg (Maydburg), Graf von Hardegg und Retz aus dem Geschlecht der Herren von Querfurt und Grafen von Mansfeld.

## Grafschaft Rabenswalde
Die Ursprünge der Grafschaft Rabenswalde liegen am Anfang des 11. Jahrhunderts in der Herrschaft Wiehe. Zu dieser Zeit übergab Heinrich III. die Burg und Herrschaft Wiehe mit allen zugehörigen Ortschaften diese als Reichslehen an die Grafen von Kevernburg. Die Grafen von Kevernburg benannten sich erstmals 1190, urkundlich gesichert 1237, als Grafen von Rabenswalde nach dieser Grafschaft. Sitz der Herrschaft war die nach 1233 errichtete Burg Rabenswalde.
1255 gelangte auch die Herrschaft Buch zur Grafschaft Rabenswald-Wiehe, um 1280 auch die Herrschaft Berka.
Zur Herrschaft Wiehe-Rabenswalde gehörten urkundlich mehr als zwanzig Dörfer u. a. Allerstedt, Donndorf, Bachra, Burkersroda, Byla, Bottendorf, Dietrichsroda, Friedrichroda, Niedermöllern und Großmöllern, Größnitz, Hardersfurt, Hardisroda, Heroldsrode, Hoendorf, Jeperitz, Lossa, Burgheßler u. Marktheßler, Hirschroda, Laucha, Neuroda, Offleben, Billern, Pleissmar, Pomnitz, Rossbach, Rüdersdorf, Schimmel, Schwabesdorf, Steinbach, Spielberg, Deutleben, Wallenrode, Wischenrode usw.
Nach den  Erlöschen der Grafen von Rabenswalde im Jahre 1312 erhielten die Grafen von Orlamünde die Grafschaft als Lehen.
Georg von Werthern sah sich als Besitzer der Herrschaft Wiehe als Erbe des ausgestorbenen Adelsgeschlecht und erreichte 1702 beim Kaiser die Aufnahme des Rabenswalder Wappens in sein Gesamtwappen.

## Sagen
Der Ritter und Graf von Rabenswalde-Wiehe, der wilde Rabe genannt, soll seine Burg zu einem Raubnest gemacht haben. Um ihm das Handwerk zu legen und ihn zu strafen, belagerte Rudolf I. die Burg. Da die Belagerung seiner Burg durch Rudolfs Truppen lange erfolglos blieb, zog Rudolf mit seinem Heer von der Burg ab. Zurück soll nur ein Wagen voller Weinfässer geblieben sein. Der Graf ließ den Wagen in seine Burg holen und die Fässer erbrechen, um den Sieg mit königlichen Wein zu feiern. In anderen Fässern versteckten sich aber auch Königstreue, die einen günstigen Zeitpunkt abwarteten und in der Nacht, als alle vom Sieg und Wein trunken waren, den heimlich zurückgekommenen Truppen die Tore der Burg von innen öffneten.

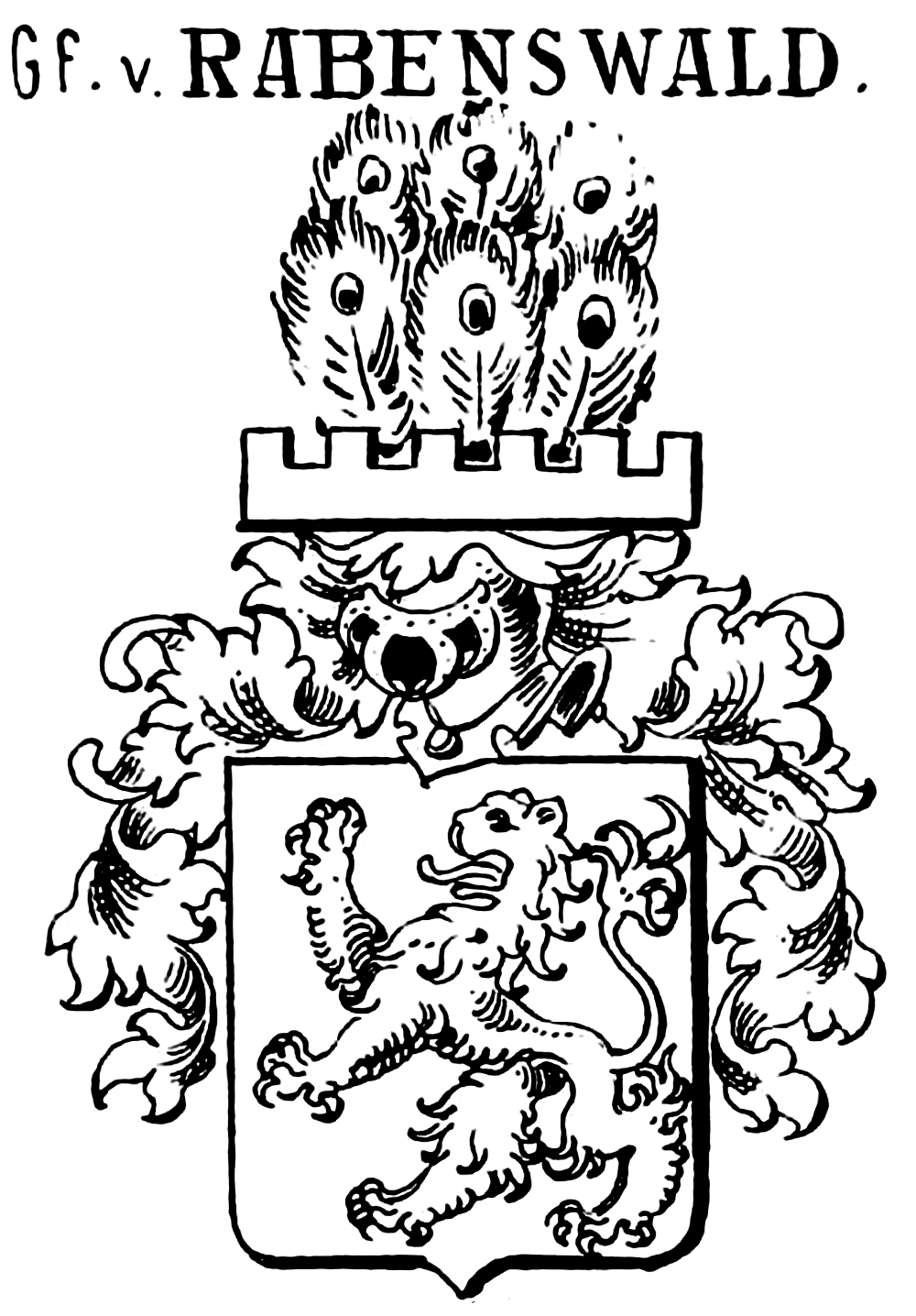
Wappen der Grafen von Rabenswalde in Siebmachers Wappenbuch von 1900

## Wappen
Der Schild zeigt in Gold einen aufgerichteten blauen Löwen. Auf dem Helm mit blau-goldenen Helmdecken der gekrönte Löwe wachsend, die Krone ist besteckt mit einem natürlichen Pfauenwedel oder auf dem Helm eine grüne sieben- bis neunblättrigen Staude bzw. Lindenzweig. Bei Siebmacher auf dem Helm ein querstehendes Kammrad, hinter dem ein Pfauenwedel hervorragt.

## Einzelbelege
1. ↑  siehe J. F. Hoffmann: Historische Nachricht von der Herrschaft Wiehe, 1755.